# Inter alia
Inter alia is een dichtbundel van Willem E. Blom uit 1941.

## Geschiedenis
De dichter Blom was gedebuteerd in 1929 met de bundel Primula. Zijn tweede bundel was Procul negotiis uit 1941, terwijl zijn derde bundel ook zou verschijnen in 1941 [=1944]. De tweede bundel was opgedragen "Aan mijn vriend Jac. van Hattum".  Van Hattem zou op zijn beurt een gedicht aan Blom wijden dat werd afgedrukt in deze derde bundel en de volgende beginregels heeft:
Geleerde Blommius, die hogescholen tart
En paart zijn wetenschap aan Hollands zingend hart;
Die, Leiden te geleerd, uit hare veste puilt
En daags, bescheiden, zich in Amsterdam verschuilt.
Blijkens de titelpagina was de bundel "uitgegeven door den schrijver voor zijn vrienden". De titel is ontleend aan het feit "dat mijn eigen gedichten
opgenomen zijn inter alia, namelijk tusschen twee uit het Russisch en twee uit het Zweedsch vertaalde gedichten", aldus de dichter vooraan in de bundel. Deze derde bundel is opgedragen "Aan de nagedachtenis van mijn onvergetelijken lieven zoon Jan", zijn in 1942 op 29-jarige leeftijd overleden zoon.
De bundel opent met het gedicht van Van Hattem, al snel gevolgd door de twee vertalingen van gedichten van M. Lermontoff. De bundel bevat daarna gedichten van Blom zelf, enkele vertalingen van hem uit het Zweeds, enkele gedichten van Blom in het Zweeds, om als laatste met het in het Zweeds vertaalde Wilhelmus te eindigen.

### Uitgave
De bundel werd volgens De Jong uitgegeven door G.W. Breughel te 's-Graveland en gedrukt bij N.V. Leiter-Nypels te Maastricht. De oplage was 250 exemplaren. Ze is gebonden in een kartonnen band.